# Angitia albirufa
Angitia albirufa är en fjärilsart som beskrevs av Druce 1909. Angitia albirufa ingår i släktet Angitia och familjen nattflyn. Inga underarter finns listade i Catalogue of Life.